# Yadkinville
Yadkinville är administrativ huvudort i Yadkin County i North Carolina. Enligt 2010 års folkräkning hade Yadkinville 2 959 invånare.

## Kända personer från Yadkinville
- Mo Cowan, politiker